# Смехов, Зелий Львович
Зелий Львович Смехов (14 января 1939, г. Москва, СССР — 26 января 2023, Иерусалим) — советский и израильский художник. Сын художника Льва Моисеевича Смехова. Двоюродный брат актёра Вениамина Смехова.

### Биография
Окончил Московский художественный институт им. В. И. Сурикова по специальности художник-график (1964).
В 1966—1968 годах работал в творческой мастерской графики при Академии Художеств СССР под рук. акад. Е. А. Кибрика.
В 1971 году был принят в Союз художников СССР.
С 1991 года жил в Израиле. Много лет работал с Институтом Храма в Иерусалиме, создал серию картин по истории Первого и Второго Храмов. Занимался живописью, станковой графикой, работал в технике офорта, линогравюры, литографии, иллюстрировал книги. Произведения Смехова есть в российских музеях.

## Публикации
- Каллиграфическое издание «Песни песней». Издательство Bet Alpha, Berkeley, 1999.
- Библия для детей (на английском) в пересказе Sheryl Prenzlau, 1996, 1998.
- Иллюстрации к стихам Катулла (перевод на русский язык Р. Торпусман). — Иерусалим: Филобиблон, 2001.
- Иллюстрации к "Сказке про Федота-стрельца" (в переводе на иврит). - Иерусалим: Rachel Torpusman, 2017.